# Resolutie 160 Veiligheidsraad Verenigde Naties
Resolutie 160 van de Veiligheidsraad van de Verenigde Naties werd unaniem aangenomen op 7 oktober 1960, en beval Nigeria aan voor VN-lidmaatschap.

## Inhoud
De Veiligheidsraad had de aanvraag van de Federatie van Nigeria voor VN-lidmaatschap bestudeerd, en beval de Algemene Vergadering aan om Nigeria het lidmaatschap van de Verenigde Naties te verlenen.

## Verwante resoluties
- Resolutie 158 Veiligheidsraad Verenigde Naties (Senegal)
- Resolutie 159 Veiligheidsraad Verenigde Naties (Mali)
- Resolutie 165 Veiligheidsraad Verenigde Naties (Sierra Leone)
- Resolutie 166 Veiligheidsraad Verenigde Naties (Mongolië)

Lijst ·  133 ·  134 ·  135 ·  136 ·  137 ·  138 ·  139 ·  140 ·  141 ·  142 ·  143 ·  144 ·  145 ·  146 ·  147 ·  148 ·  149 ·  150 ·  151 ·  152 ·  153 ·  154 ·  155 ·  156 ·  157 ·  158 ·  159 ·  160